# Spéciale Première
Pour les articles homonymes, voir The Front Page (homonymie).
Pour plus de détails, voir Fiche technique et Distribution.
Spéciale Première (titre original : The Front Page, littéralement, La Une) est un film américain de Billy Wilder, sorti en 1974.

## Synopsis
L'action se passe à Chicago, le jeudi 6 juin 1929. Earl Williams est condamné à mort pour avoir tué un policier. Walter Burns, rédacteur en chef d'un journal, envoie Hildy Johnson faire un reportage sur sa pendaison, mais Hildy souhaite quitter le métier et annonce sa démission ainsi que son prochain mariage à Burns qui prend la chose assez mal. À la suite d'un concours de circonstances, Williams parvient à s'évader. Toute la police de Chicago le recherche et on croit l'apercevoir dans toute la ville, alors qu'en fait il n'a pu franchir l'enceinte de la prison. Pendant ce temps, un fonctionnaire fédéral apporte au maire la notification de sursis de Williams, signée par le gouverneur. Le maire la refuse, la considérant comme nulle et non avenue en raison de l'état de fuite de Williams. Ne pensant qu'à sa propre réélection, il donne aussi l'ordre d'abattre le fugitif sans sommation, et soudoie le messager fédéral en lui offrant une soirée dans un bordel chinois.
Tandis que Hildy se trouve seul dans la salle de presse, le condamné à mort fait irruption dans la pièce en passant par la fenêtre, se blessant au bras. Cyniquement, Hildy comprend le parti que son journal, duquel il vient pourtant de démissionner, peut tirer de la situation, il ferme la porte à clé et demande à Burns de le rejoindre. Survient alors Mollie Malloy, jeune prostituée au grand cœur amoureuse de Williams qu'elle était la seule à défendre, à qui Hildy ouvre, avant de refermer précipitamment la porte. Ils cachent Williams dans le secrétaire d'un collègue, tandis que la meute des journalistes tambourine à la porte, se demandant pourquoi elle est fermée. Hildy finit par ouvrir, et pour donner le change, Mollie Malloy réajuste sa tenue comme si les deux protagonistes s'étaient enfermés pour faire l'amour. L'explication passe pendant un premier temps, mais les journalistes finissent par trouver bizarre cette liaison avec une prostituée la veille de son mariage. Ils finissent par harceler violemment la femme en lui demandant de leur indiquer la cachette de Williams. Acculée, Mollie Malloy, après avoir refusé une proposition financière, finit par se défenestrer. Survient Burns. Enfin seuls dans la salle de presse, les deux hommes cherchent un stratagème pour exfiltrer Williams, mais échouent et se font arrêter, tout comme Williams.
En prison, Hildy et Burns ont pour voisins de cellule toutes les pensionnaires du "bordel" chinois dans lequel le shérif vient d'effectuer une rafle, ainsi que leurs clients. Le messager fédéral fait partie de la rafle et la conversation s'engage. Hildy et Burns comprennent alors qu'il y a eu arrangement entre le maire et le shérif pour dissimuler le sursis accordé à Williams. Le maire, en position difficile après ces révélations, les fait libérer. Burns accepte à contrecœur de perdre son meilleur journaliste qui peut maintenant aller se marier, et lui offre sa montre en un témoignage d'amitié. Sitôt le train emportant Hildy et sa fiancée démarré, Burns fait télégraphier à la gare la plus proche que Hildy lui a volé sa montre.

## Fiche technique
- Titre original : The Front Page
- Titre français : Spéciale Première
- Réalisation : Billy Wilder, assisté d'Howard Kazanjian et Carey Loftin
- Scénario : Billy Wilder et I.A.L. Diamond d'après la pièce The Front Page de Ben Hecht et Charles MacArthur
- Direction artistique : Henry Bumstead
- Décors : James W. Payne
- Costumes : Burton Miller
- Photographie : Jordan Cronenweth
- Son : Robert L. Hoyt, Robert Martin
- Montage : Ralph E. Winters
- Production : Jennings Lang et Paul Monash
- Société de production : Universal Pictures
- Société de distribution : Universal Pictures
- Pays de production :  États-Unis
- Langue : anglais
- Format : couleurs - 35 mm - 2,35:1 - mono
- Genre : comédie noire
- Durée : 105 minutes
- Dates de sortie :
  - États-Unis : 17 décembre 1974
  - France : 26 mars 1975
- Affiche : Bill Gold (États-Unis)

## Distribution
- Jack Lemmon (V. F. : Serge Lhorca) : Hildebrand "Hildy" Johnson
- Walter Matthau  (V. F. : André Valmy) : Walter Burns
- Susan Sarandon (V. F. : Évelyn Séléna) : Peggy Grant
- Vincent Gardenia  (V. F. : Jacques Marin) : le shérif Pete Hartman
- David Wayne  (V. F. : Jacques Ciron) : Roy Bensinger
- Allen Garfield  (V. F. : Jacques Ferrière) : Kruger
- Austin Pendleton  (V. F. : Michel Modo) : Earl Williams
- Charles Durning  (V. F. : Albert Augier) : Murphy
- Herbert Edelman : Schwartz
- Harold Gould  (V. F. : René Bériard) : le maire
- Jon Korkes  (V. F. : Francis Lax) : Rudy Keppler
- Dick O'Neill : McHugh
- Lou Frizzell  (V. F. : Serge Nadaud) : Endicott
- Carol Burnett  (V. F. : Perrette Pradier) : Mollie Malloy
- Martin Gabel : le Dr Eggelhofer
- John Furlong (en) : Duffy
- Paul Benedict  (V. F. : Jacques Balutin) : Plunkett
- Doro Merande  (V. F. : Marie Francey) : Jennie
- Cliff Osmond  (V. F. : Jean Violette) : Jacobi

## Autres adaptations
La pièce The Front Page a été adaptée à trois autres reprises au cinéma :
- 1931 : The Front Page de Lewis Milestone, avec Adolphe Menjou et Pat O'Brien ;
- 1940 : La Dame du vendredi (His Girl Friday) de Howard Hawks, avec Rosalind Russell et Cary Grant ;
- 1988 : Scoop de Ted Kotcheff, avec Burt Reynolds, Christopher Reeve et Kathleen Turner.

## Autour du film
- Dans cette comédie, Billy Wilder n'épargne personne : son propos contre la presse à scandale est particulièrement féroce, et les rôles principaux joués par Jack Lemmon et Walter Matthau ne sont pas épargnés. Les personnages féminins sont mieux traités, et si Susan Sarandon reste plutôt passive, le seul personnage positif reste bien le personnage de la prostituée Mollie Malloy interprétée par Carol Burnett qui reste particulièrement digne, et qui lancera à la meute des journalistes qui veut la soudoyer : « Ce n'est pas parce que je suis une putain, que je ferais n'importe quoi pour de l'argent. » et qui préfère se défenestrer que d'être obligée d'avouer où se cache son amant en fuite.
- La pièce de théâtre The Front Page, dont est tiré le film, avait déjà été l'objet de deux adaptations au cinéma : The Front Page réalisé par Lewis Milestone en 1931, et La Dame du vendredi réalisé par Howard Hawks en 1940.
- Dans le commentaire audio de Collatéral, Michael Mann affirme s'être inspiré du personnage Walter Burns pour donner des indications à Tom Cruise.
- Dans Dolemite Is My Name, le personnage principal va voir ce film au cinéma.

## Sortie vidéo
- 21 février 2008 : DVD zone 2 chez BAC films

## Article annexe
- The Front Page
- La Dame du vendredi